# Mystrium voeltzkowi
Mystrium voeltzkowi är en myrart som beskrevs av Auguste-Henri Forel 1897. Mystrium voeltzkowi ingår i släktet Mystrium och familjen myror. Inga underarter finns listade i Catalogue of Life.

## Bildgalleri

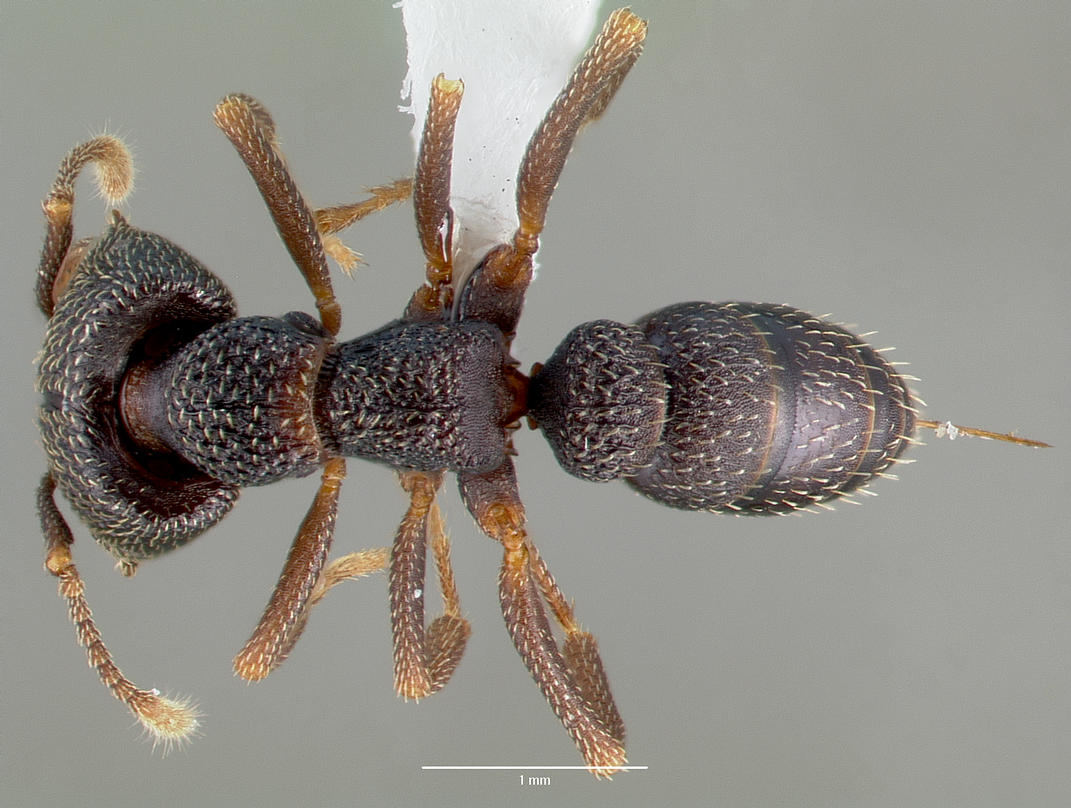
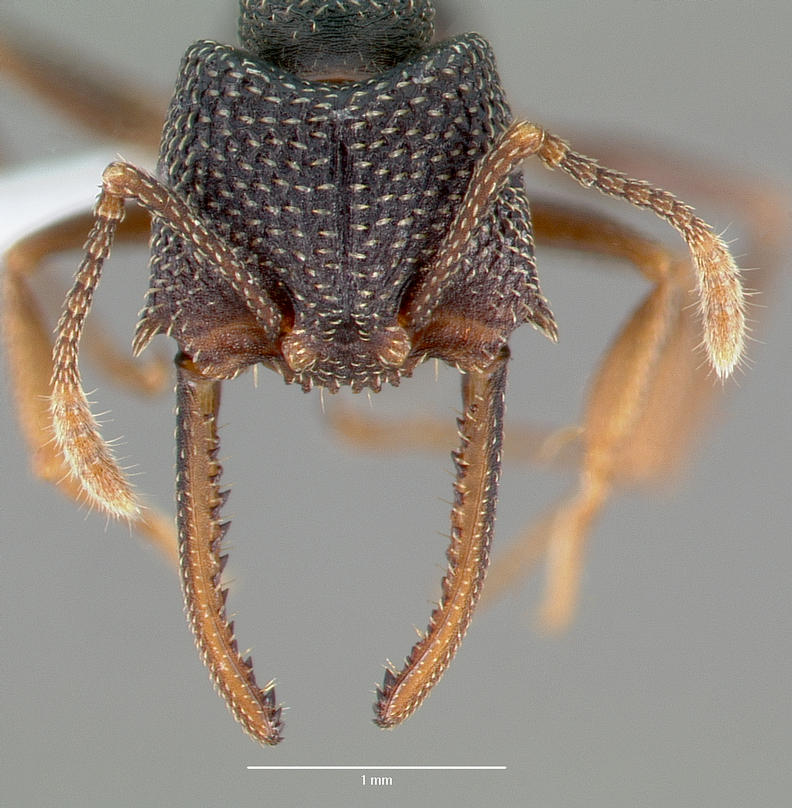
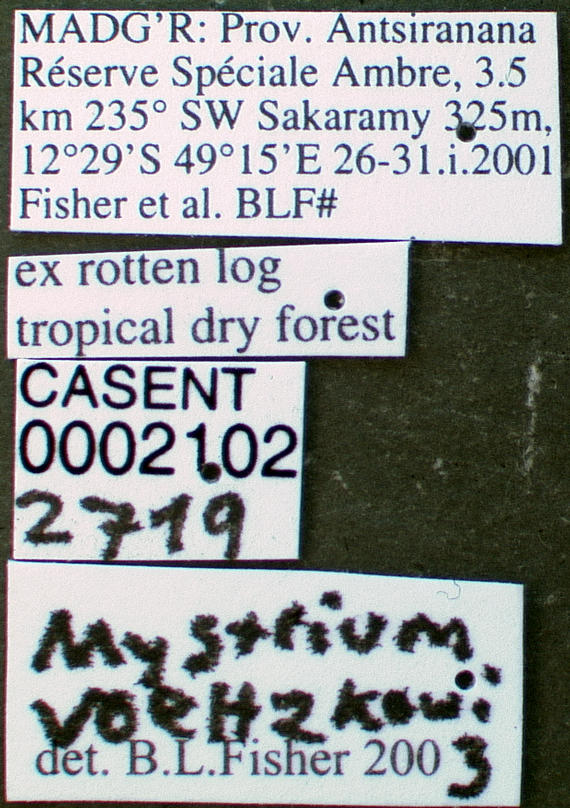
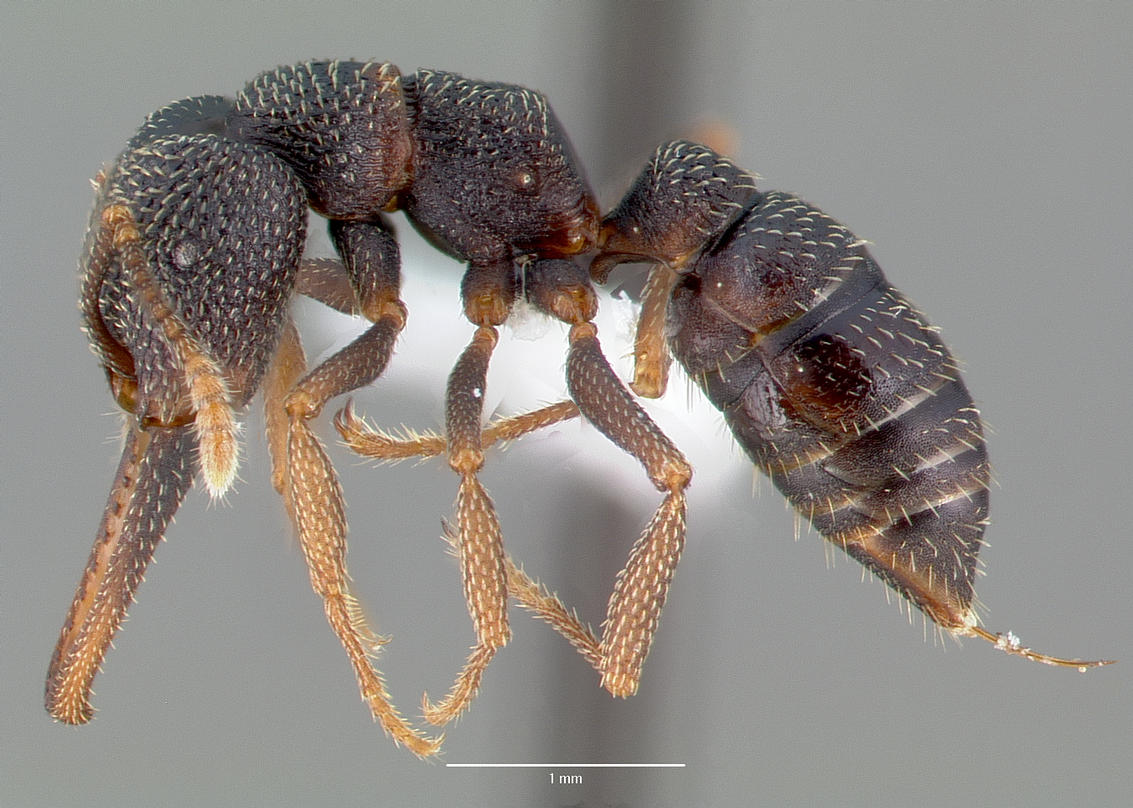
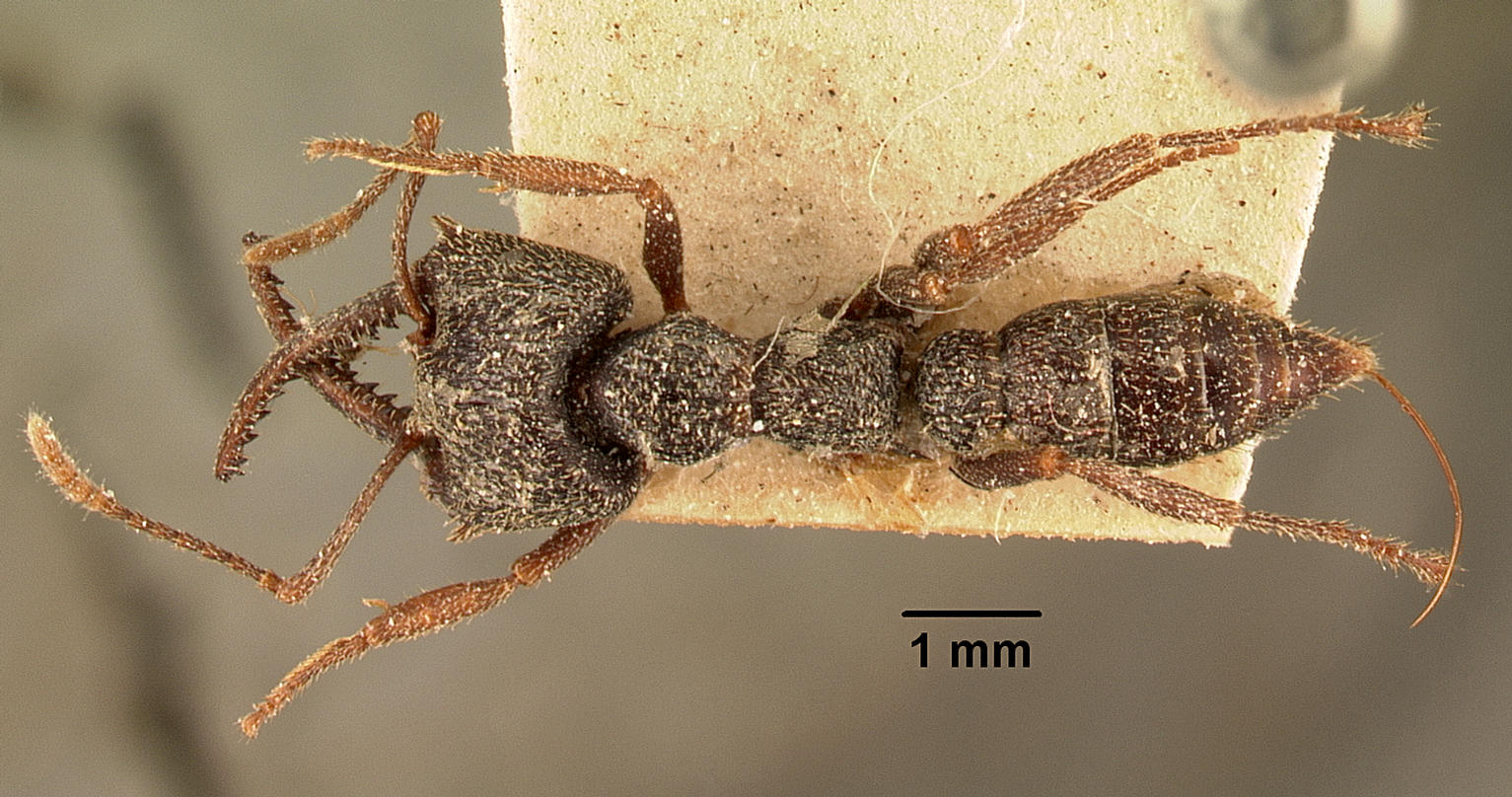
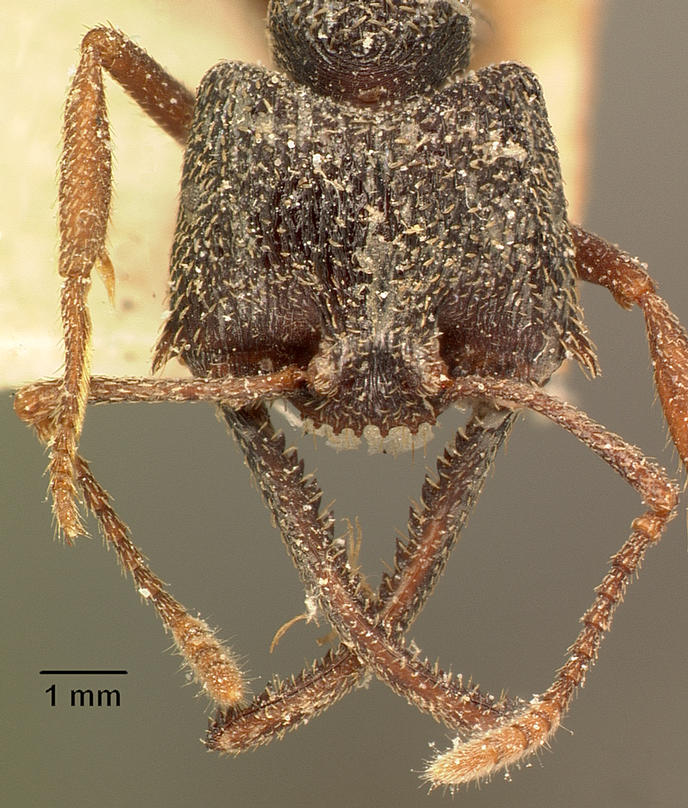